# بيير دوريس
بيير دوريس (بالفرنسية: Pierre Doris)‏
```
هو 
ممثل
 
فرنسي
، ولد في 29 أكتوبر 1919 في 
فرنسا
، وتوفي بفرنسا في عام 27 أكتوبر 2009.
```

## وصلات خارجية
- بيير دوريس على موقع IMDb (الإنجليزية)
- بيير دوريس على موقع ألو سيني (الفرنسية)
- بيير دوريس على موقع ميوزك برينز (الإنجليزية)
- بيير دوريس على موقع أول موفي (الإنجليزية)
- بيير دوريس على موقع قاعدة بيانات الأفلام السويدية (السويدية)
- بيير دوريس على موقع قاعدة بيانات الفيلم (الإنجليزية)
- بيير دوريس على موقع كينوبويسك (الروسية)